# Palais Calabritto

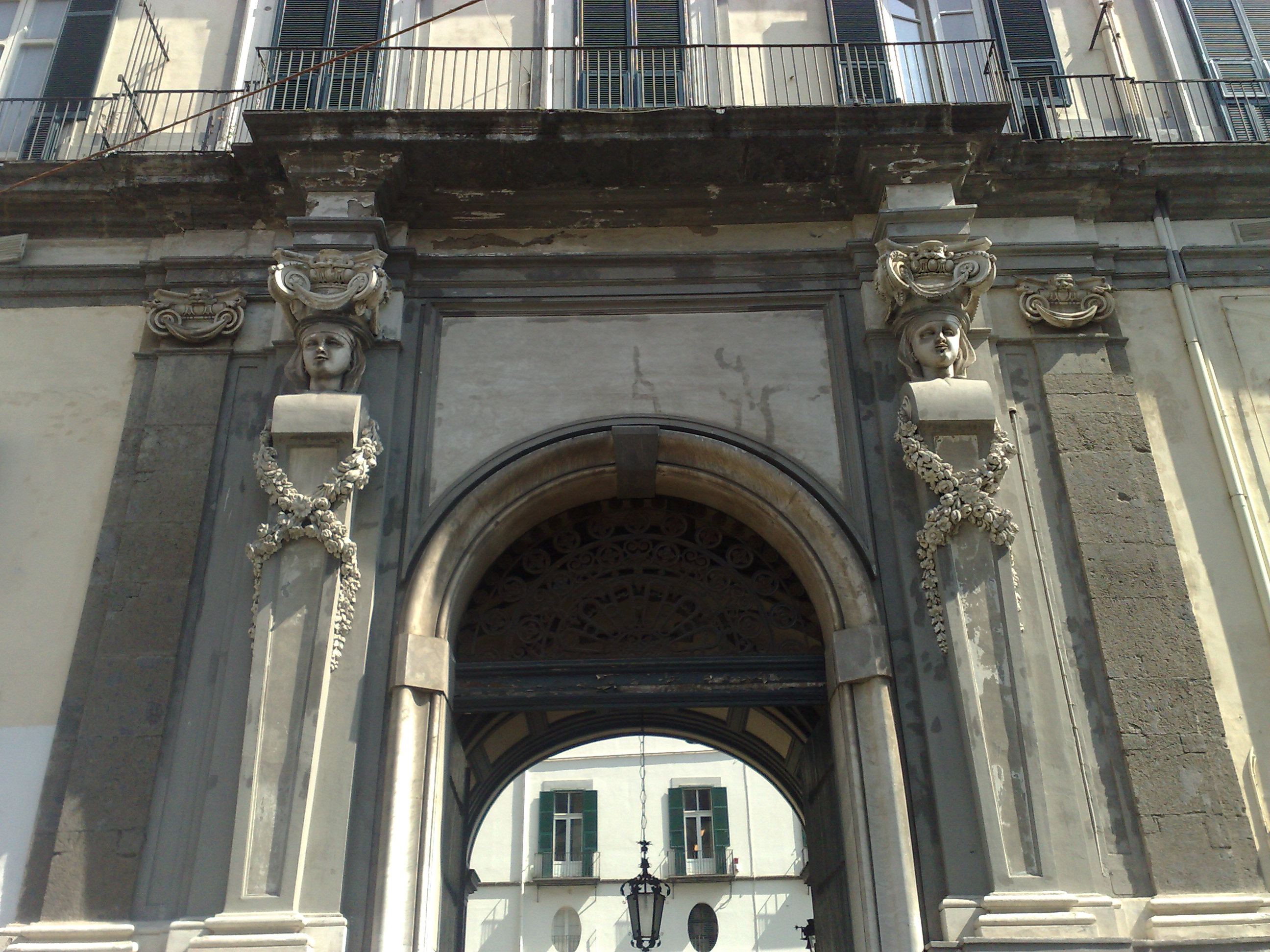
Entrée particulière

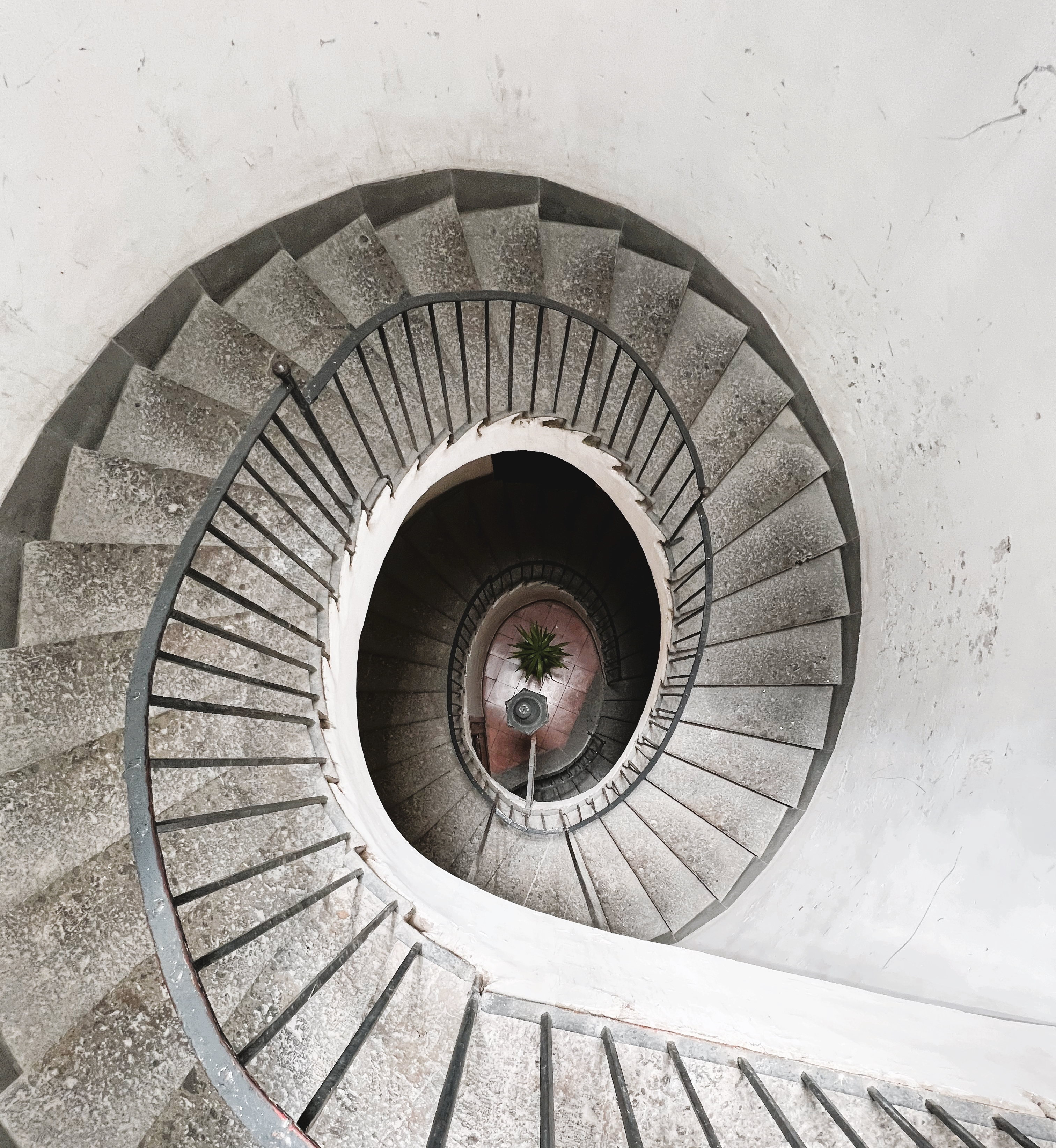
Un des escaliers dessinés par l'architecte Luigi Vanvitelli

Le palais Calabritto (Palazzo Calabritto) est un palais monumental de Naples situé dans la rue homonyme, à l'angle de la piazza dei Martiri (où se trouve une deuxième entrée au numéro 30) dans le quartier de San Ferdinando.

## Description
Vers le milieu du XVe siècle, Guillaume d'Estouteville, membre de la famille normande française des d'Estouteville, s'installe à Rome après sa nomination comme cardinal. Guillaume eut plusieurs enfants naturels, qui donnèrent naissance à la branche italienne des d'Estouteville, qui prit le nom de Tuttavilla. Les représentants de la famille ont occupé d'importantes fonctions publiques dans le royaume de Naples et ont reçu avec Horace le titre de ducs de Calabritto en 1630. Le cinquième duc de Calabritto, Vincenzo Tuttavilla (1692-1731), souhaitant construire une résidence pour sa famille, acheta une extension de terrain près de l'église  Santa Maria della Vittoria et, vers 1720, ouvrit un chantier après avoir alloué une partie de la propriété à la voie publique (l'actuelle via Calabritto).
Le roi Charles III de Bourbon, frappé par la grandeur de l'édifice, voulut l'acheter pour 34 700 ducats, mais il n'avait pas l'intention de l'achever ni de l'utiliser. Par conséquent, en 1754, Francesco, fils du duc Vincenzo, réussit à le racheter, payant à la cour la même somme reçue que lors de la vente.
Après avoir récupéré le palais, Don Francesco le fit restaurer par l'architecte Luigi Vanvitelli, qui apporta des changements substantiels à l'escalier et aux portails. Le majestueux portail en marbre est entouré de cariatides ioniques. Malgré les graves dégâts causés par les bombardements de la Seconde Guerre mondiale, des fresques sont conservées sur les voûtes de nombreuses salles de l'entresol.
Au cours des siècles, ainsi que par les héritiers des ducs de Calabritto, le palais a été habité par des personnalités illustres telles que Joachim Murat, les frères Florestano et Guglielmo Pepe, le général Paolo Avitabile, les juristes Alberto Marghieri et Bruno Gaeta et le diplomate Filippo Caracciolo. Les cérémonies religieuses de l'Église anglicane et les ateliers de mode de divers créateurs napolitains ont été accueillis dans certaines salles du bâtiment.
Le bâtiment a accueilli le siège du club de football du Napoli dans ses « années dorées » (seconde moitié des années 1980).